# 9TP

Silnik wysokoprężny Saurer CT1D (PZInż. 155) 100 KM

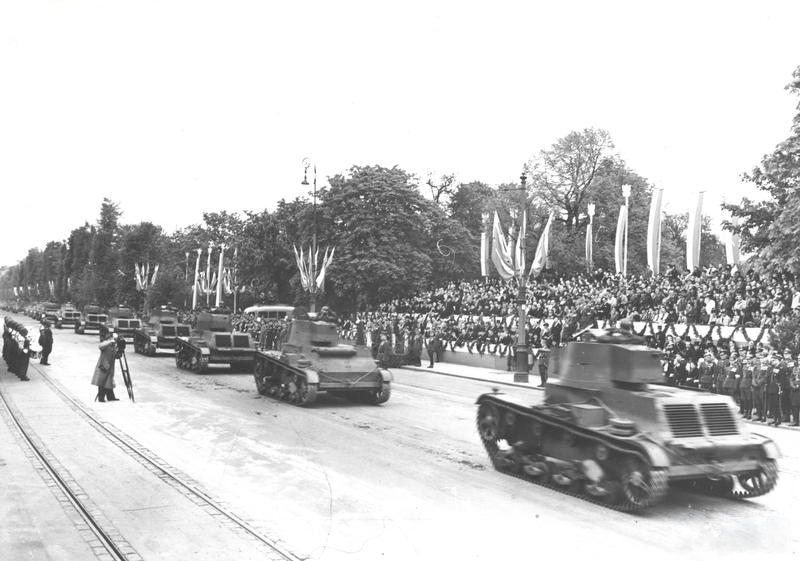
Zmodyfikowany 7TP/9TP (drugi od prawej) podczas parady z okazji Święta Narodowego Trzeciego Maja w 1939 r.

7TP „wzmocniony” (9TP) – polski czołg lekki skonstruowany przed II wojną światową. Był wersją rozwojową czołgu 7TP, skonstruowaną tuż przed wybuchem wojny. Określenie 9TP jest nazwą zwyczajową, nadawaną czasem po wojnie, formalnie był to ciągle czołg 7TP.

## Konstrukcja
W latach 1935–1939 prowadzono liczne prace modyfikacyjne czołgu 7TP, a także pracowano nad nowymi konstrukcjami, takimi jak 10TP czy 14TP. Ponieważ prace nad nowymi modelami przedłużały się, a opancerzenie 7TP uznano za niewystarczające, już w 1938 na najwyższych szczeblach wojskowych zapadła decyzja o gruntownej modernizacji tego ostatniego.
Planowano  wymianę jednostki napędowej na silnik wysokoprężny Saurera CT1D (PZInż. 155) lub nowej, polskiej konstrukcji PZInż. 725 (benzynowy). Silniki te były lżejsze od dotychczas używanej jednostki napędu, co pozwalało na pogrubienie pancerza. Oba nowe silniki miały też mniejszy rozmiar, co pozwalało na powiększenie przedziału bojowego załogi, zwiększając tym samym komfort użytkowania. Poprawiły się też możliwości obronne czołgu, można było z tyłu kadłuba zastosować pancerz pełny w miejsce dotychczasowego elementu wentylacyjnego.
W maju 1938 PZInż. zamontował w jednym z produkowanych czołgów (nr rejestracyjny 1766) silnik CT1D. Jesienią tego samego roku wykonano próby poligonowe (czołg w starym opancerzeniu, ale dodatkowo obciążony) tak zmodyfikowanego czołgu w Centrum Wyszkolenia Broni Pancernych w Modlinie. Wyniki przeprowadzonych prób oceniono pozytywnie. Równolegle prowadzono prace nad zastąpieniem nitowanej konstrukcji pancerza spawaną, co dawało kolejne oszczędności w wadze pojazdu o ok. 210 kg.
Opracowaniem nowego opancerzenia (pogrubionego) zajęły się dwa zespoły. Pierwszy z Biura Studiów PZInż. pod kierownictwem inż. Edwarda Habicha, oparty na przetestowanym już silniku Saurer CT1D, drugi z Biura Badań Technicznych Broni Pancernych, oparty na silniku PZInż. 725. Pomimo krytycznej opinii pierwszego projektu (znaczny wzrost i gorsze rozłożenie masy czołgu, projekt BBTBP zakładał ponadto obniżenie sylwetki czołgu), postanowiono go wdrożyć do dalszych prac. Nowy czołg miał też szersze gąsienice (poszerzone z 267 mm na 320 mm), dzięki temu zmniejszył się nieco nacisk jednostkowy. Powodem była możliwość szybszego wyprodukowania nowego modelu, co z racji pogłębiającego się kryzysu politycznego miało istotne znaczenie.

## Próby, produkcja i użycie
Publikacje podają, że w zakładach PZInż. zamówiono dwa prototypy, które zostały zbudowane i odebrane w lipcu 1939 przez wojskowy nadzór techniczny, a następnie poddane próbom, jednakże nie powołują się na dokumenty, które świadczyłyby o ich zamówieniu lub zbudowaniu. Znane jest jedynie pismo z 20 kwietnia 1939, w którym kierownik BBT BP proponował zbudowanie jednego lub dwóch modelowych czołgów ze wzmocnionym pancerzem projektu PZInż w ramach nowo budowanej serii czołgów, oraz budowę prototypu projektu BBT BP, z opancerzeniem z blach żelaznych, na bazie istniejącego czołgu modelowego. Nie zdążono jednakże zbudować prototypów wzmocnionych czołgów z uwagi na wybuch wojny, a testom poddano istniejący już czołg modelowy z silnikiem CT1D (należy podkreślić, że zbudowanie prototypów w ciągu zaledwie 3 miesięcy byłoby mało prawdopodobne, a także wymagałoby zamówienia i wyprodukowania specjalnych płyt pancernych). Czołg z silnikiem CT1D poddano próbom poligonowym w dniach 28 i 31 lipca oraz 3 sierpnia 1939, między innymi testując różne przekładnie mostu napędowego, w tym pochodzącą z ciągnika C7P, która została uznana za najodpowiedniejszą. Próby wypadły pomyślnie, choć czołg osiągnął mniejsze prędkości maksymalne, niż zakładano (26,6 km/h na drodze i 11,5 km/h w terenie). W starszych publikacjach wyrażano przypuszczenia, że nowo produkowane czołgi, dostarczone już we wrześniu 1939 (11 szt.) były wozami o nowej konstrukcji, jednakże są one bezpodstawne w świetle dat zamówień tych czołgów (na wiosnę 1939) i braku jakichkolwiek dokumentów to potwierdzających. Zakłady PZInż. w swoim projekcie z 4 kwietnia 1939 proponowały zastosowanie pogrubionego pancerza w dopiero przewidywanej do zamówienia partii 50 czołgów, co jedynie nieznacznie miało wydłużyć termin ich wykonania. Niektóre publikacje podają, że dwie partie 50 czołgów zamówionych 29 czerwca 1939, z terminem odbioru: maj-czerwiec 1940, były zamówione już z pogrubionym pancerzem, chociaż nie powołują się w tym zakresie na dokumenty.